# Larcher Touristik
Larcher Touristik ist ein Verkehrsunternehmen in Markt Schwaben, das im öffentlichen Personennahverkehr, im Reisebusverkehr, sowie in der Aus- und Weiterbildung für Berufskraftfahrer tätig ist. Das Unternehmen wurde 1945 gegründet. Larcher Touristik verfügt über mehrere eigene Linienlizenzen im öffentlichen Personennahverkehr.

## Geschichte

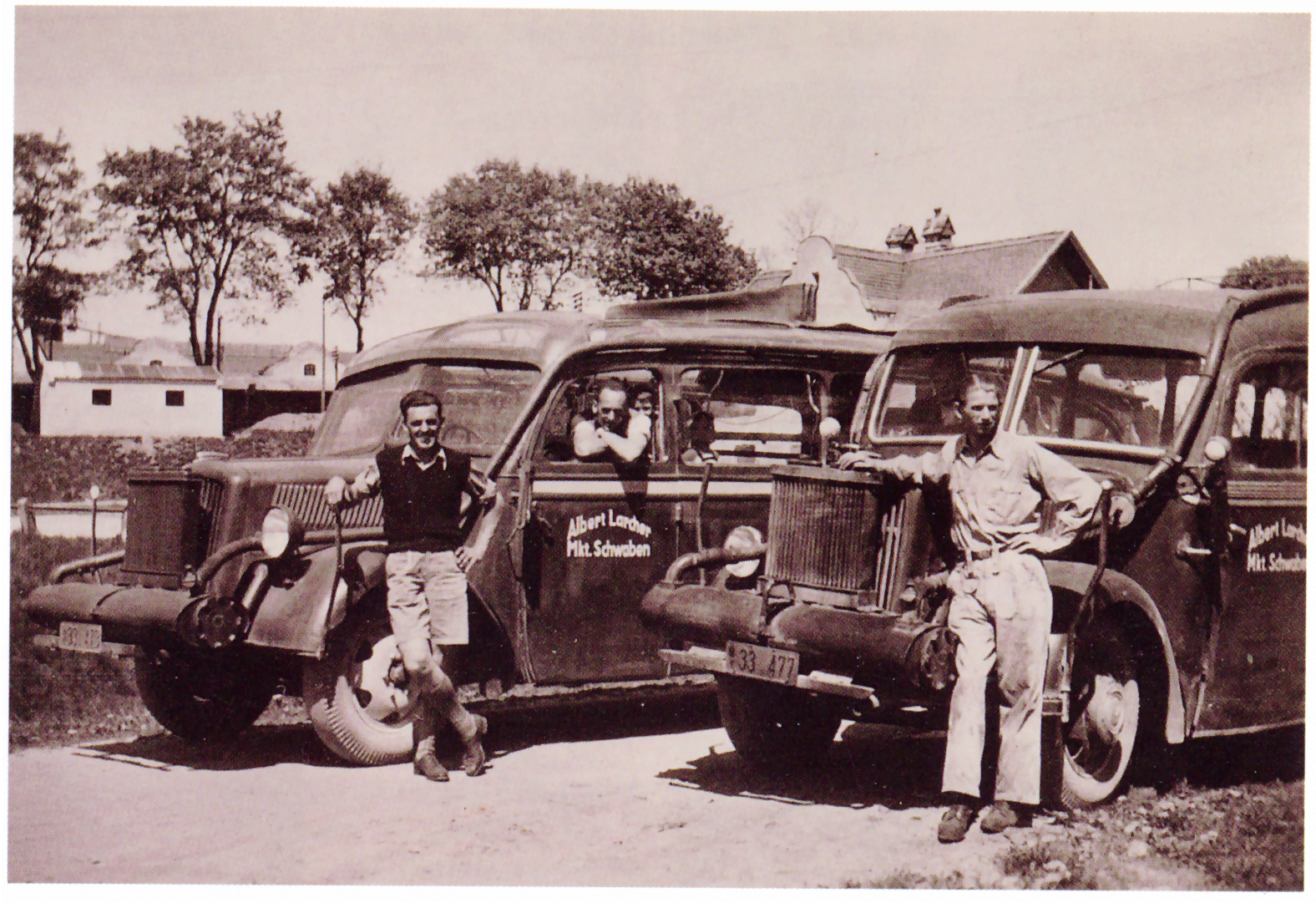
Fuhrpark der Firma Larcher Touristik im Jahre 1946

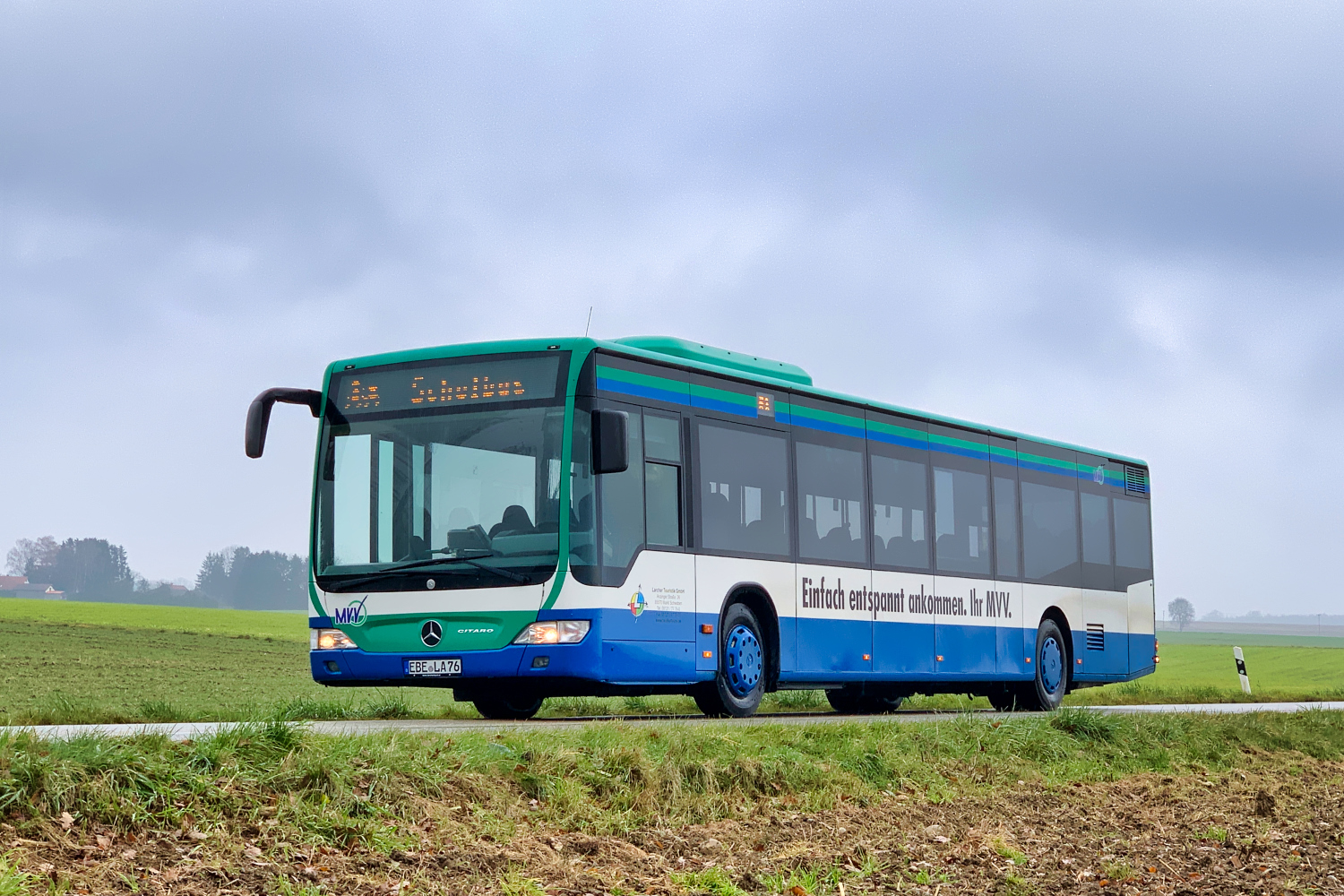
Ein Linienbus der Firma Larcher Touristik, Typ Mercedes-Benz Citaro MÜ.

Gegründet wurde der Betrieb im September 1945 durch Albert Larcher, der mit einem durch einen Holzvergaser angetriebenen alten Opel-Blitz-Bus aus Wehrmachtsbeständen den Linienverkehr von Poing in die Kreishauptstadt Ebersberg aufbaute, wo damals die begehrten und lebenswichtigen Lebensmittelkarten ausgegeben wurden.
Durch den Zuzug von Aussiedlern und Flüchtlingen nach Markt Schwaben, wuchs der Transportbedarf sehr schnell. Schon nach wenigen Monaten musste ein weiterer Bus angeschafft werden. Für die Lufthansa wurden Fluggäste nach Frankfurt befördert, wenn Flugzeuge in München-Riem nicht starten konnten – etwas abenteuerlich, weil die Busse zusätzlich auch das „Tankholz“ für die gesamte Strecke mitnehmen mussten.
In der Zeit des Wirtschaftswunders boomte auch das Reisegeschäft. Bereits 1955, 10 Jahre nach Gründung, betrieb das Unternehmen sieben Omnibusse und hatte neben dem Linienverkehr nun auch den Ausflugsverkehr, internationalen Reiseverkehr nach Jugoslawien, Italien und die Schweiz sowie den Werksverkehr für große Unternehmen wie die Firma Stahlgruber im Programm.
1960 wurde der erste Generationswechsel vorbereitet – der Gründer nahm seinen Sohn Herbert mit in die Firma. 1962 schrieb das Unternehmen Geschichte, als es im Auftrag der Deutschen Bundespost den ersten Schulbusverkehr in Bayern einführte und damit einen neuen Geschäftszweig begründete, der bis heute zum Kerngeschäft gehört.
1979 wurde der Linienverkehr in das Streckennetz des Münchner Verkehrs- und Tarifverbund (MVV) integriert. In diesem Verbund betreibt Larcher Touristik bis heute Strecken im Münchner Osten.
Seit 1995 wird das Unternehmen von der dritten Generation der Unternehmerfamilie Larcher betrieben: Herbert Larcher jun. führt das Unternehmen bis heute und hat ihm seine moderne Ausprägung gegeben. Unter seiner Regie wurde der Fuhrpark maßgeblich ausgebaut, sowie zwischenzeitlich ein Limousinen- und Chauffeurservice als zusätzliches Geschäftsfeld eingerichtet, welches mittlerweile allerdings wieder aufgegeben wurde.
Zum 1. Januar 2010 übernahm Larcher Touristik das Busunternehmen Moser Reisen aus Forstern und konnte somit das Einsatzgebiet, die Fahrzeugflotte sowie den Mitarbeiterbestand vergrößern.
Im Jahr 2020 wurde Thomas Harant, der Stiefsohn von Herbert Larcher, zum zweiten Geschäftsführer ernannt.

## Geschäftsbereiche
Die Larcher Touristik GmbH befördert mit einer Reihe eigener Linienlizenzen täglich Fahrgäste auf den MVV-Regionalbuslinien im Landkreis Ebersberg. Zusätzlich übernimmt Larcher Schülerbeförderung für die Gemeinden Poing, Pliening, Anzing, Forstern, Forstinning, Pastetten, Hohenlinden, Walpertskirchen und Wörth.
Im Reiseverkehr bietet Larcher mit modernen Reise- und Fernreisebussen eigene Reiseveranstaltungen in Deutschland und Europa an und ist zusätzlich Partner im VdK-Reisedienst. Über den Geschäftsbereich Mietomnibusse werden Charterfahrten in ganz Europa durchgeführt.
Zusätzlich bietet Larcher Touristik Ausbildungsprogramme für Busfahrer an. Dazu gehören Aus- und Weiterbildung von Berufskraftfahrern und spezielle Fahrsicherheitstrainings.

## Fuhrpark

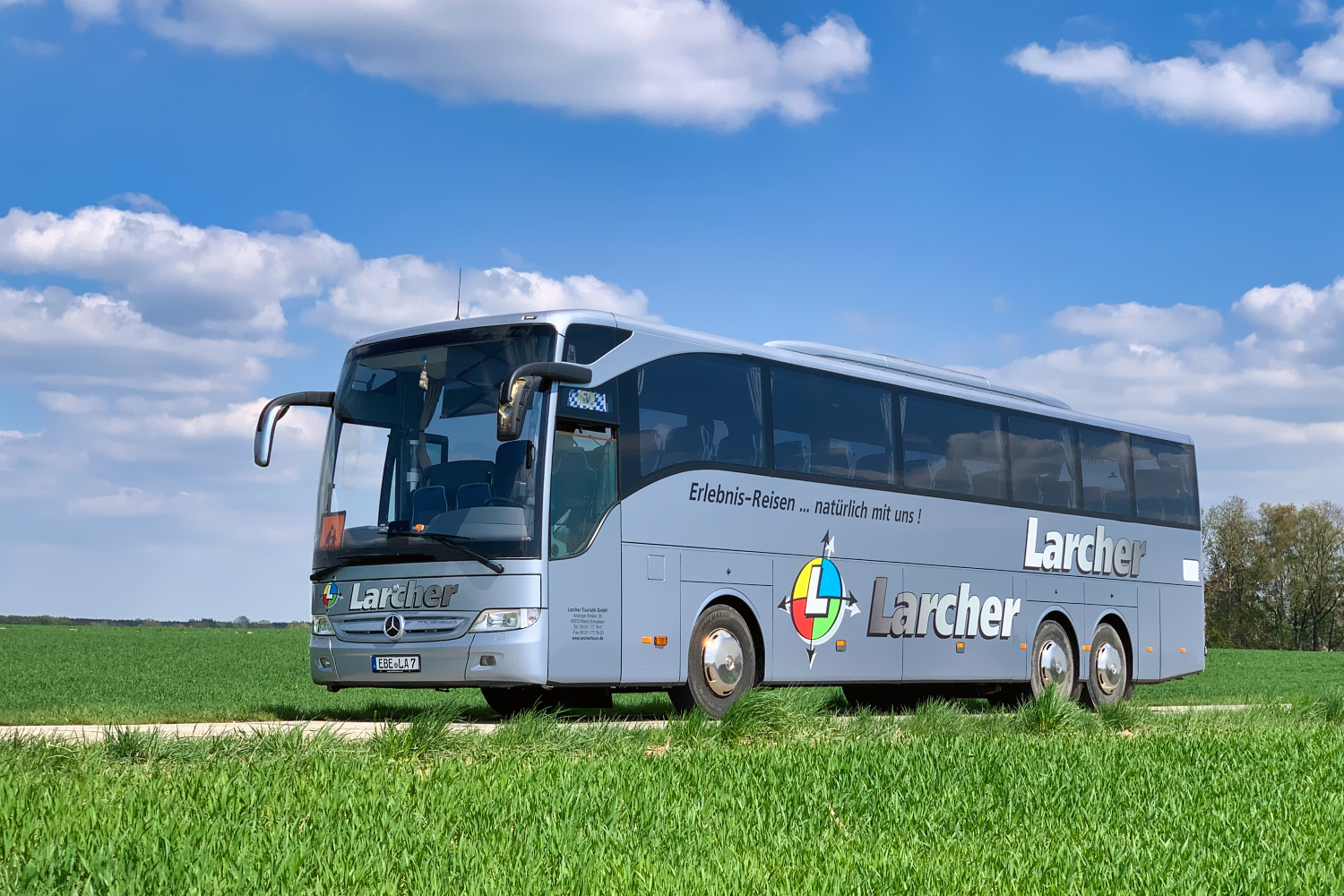
Ein Reisebus der Firma Larcher Touristik, Typ Mercedes-Benz Tourismo M.

Der Fuhrpark umfasst 50 Busse von den Herstellern Mercedes-Benz, Solaris, Iveco und MAN (Stand: November 2023). Alle Fahrzeuge sind im Landkreis Ebersberg zugelassen und tragen einheitliche Kennzeichen, bestehend aus dem Unternehmenskürzel LA und einer ein- bis dreistelligen Zahl, die gleichzeitig als Wagennummer dient; beispielsweise EBE-LA 76.
Die Busse sind in einheitlichen Farben lackiert: So tragen alle Linienbusse das grün-weiß-blaue Verbunddesign des MVV, während die Reisefahrzeuge in silber und die Schulbusse in weiß mit Wellenlinien in den Farben des Unternehmens gehalten sind.
Viele ehemalige Busse gelangten nach ihrer Ausmusterung nach Osteuropa und fahren heute – teilweise mit unveränderten Lackierungen – in Ländern wie Rumänien, Litauen, Polen, Bulgarien und Belarus.

## Standorte

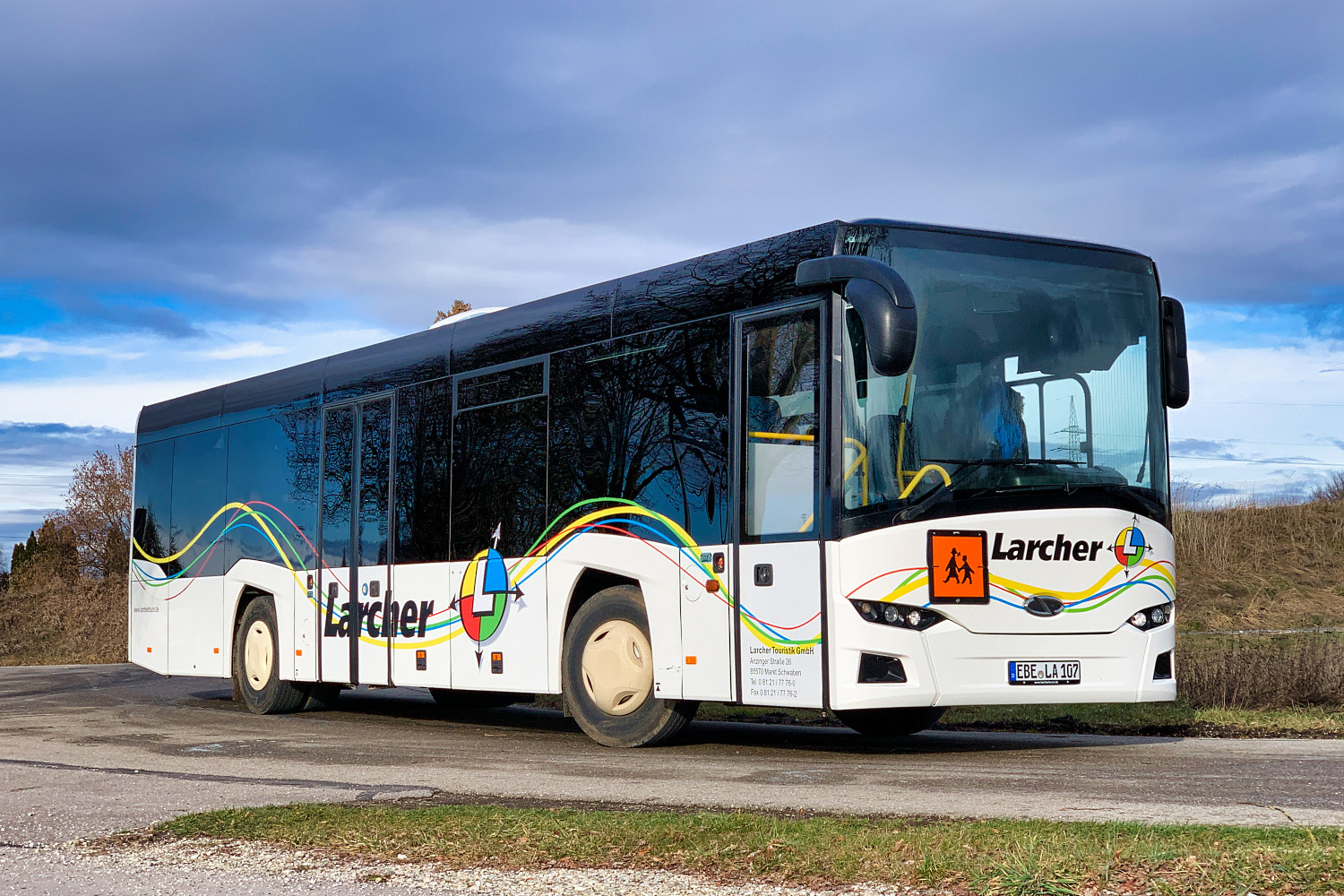
Ein Überland-Schulbus der Firma Larcher Touristik, Typ Solaris InterUrbino 12.

Das Unternehmen verfügt über zwei Betriebshöfe:
- Markt Schwaben, Anzinger Straße 26 (im ehemaligen Ortsteil Höhenrain)
- Forstern, Am Bach 2

Der Standort im Forsterner Gewerbegebiet wurde Mitte 2014 eröffnet, der frühere Betriebshof im Ortszentrum wich einer Neubausiedlung.